# Centullo I di Béarn
Centullo I (spagnolo Centulo, francese Centulle, catalano Cèntul, e occitano Centolh; inizio secolo IX – 866 circa) fu visconte di Béarn dall'819 alla sua morte.

## Origine
Centullo, secondo il documento n° XLIX del Recueil des historiens des Gaules et de la France. Tome 8 era figlio del duca di Guascogna, Lupo III e secondo LA VASCONIE. PREMIERE PARTIE da una amante (o moglie), di cui non si conoscono né il nome né gli ascendenti.

Lupo III di Guascogna era figlio di Centulo, a sua volta figlio secondogenito del duca di Guascogna, Adelrico (ca. 742- ca. 800).

## Biografia
Secondo LA VASCONIE. PREMIERE PARTIE Centullo nacque verso l'810.
Suo padre, Lupo III morì, probabilmente, poco dopo essere stato bandito, anche se non si conoscono le circostanze, come conferma LA VASCONIE. PREMIERE PARTIE.
Che Centullo I fosse  Visconte di Béarn, ci viene confermato ancora da LA VASCONIE. PREMIERE PARTIE, dal documento n° XLIX del Recueil des historiens des Gaules et de la France. Tome 8 e dalla Histoire de la Gascogne depuis les temps les plus reculés jusqu'à nos jours. Tome 1.

Anche l'Appendice del Cartulaire de Saint-Vincent-de-Lucq, conferma che Centullo I, nonno (avo Vicecomitis) del visconte Gastone I era Visconte di Béarn.
Centullo I morì dopo l'865; ancora LA VASCONIE. PREMIERE PARTIE ci conferma che in quella data, Centullo controfirmò un documento inerente ad una donazione di Faquilo, moglie del Conte di Bigorre, Donat Loup, in suffragio dell'anima del marito.

A Centullo I, nell'866 circa succedette il figlio Lupo Centullo.

## Matrimonio e discendenza
Centullo I aveva sposato Auria, di cui non si conoscono gli ascendenti. 

Centullo I dalla moglie, Auria, secondo la La Vasconie. Tables Généalogiques, ebbe due figli:
- Lupo Centullo, Visconte di Béarn[5][8],
- Sancho Centullo, abate del monastero benedettino di San Salvador de Leyre nell'880[10].

### Fonti primarie
- (LA)  Recueil des historiens des Gaules et de la France. Tome 8.
- (LA)  Cartulaire de Saint-Vincent-de-Lucq.

### Letteratura storiografica
- René Poupardin, "Ludovico il Pio", cap. XVIII, vol. II (L'espansione islamica e la nascita dell'Europa feudale) della Storia del Mondo Medievale, pp. 558–582.
- (FR)  LA VASCONIE.
- (FR)  Histoire de la Gascogne depuis les temps les plus reculés jusqu'à nos jours. Tome 1.